# Il nostro caro angelo
Sedmé Battistiho album Il nostro caro angelo se v roce 1973 a 1974 v Itálii stalo po dobu jedenácti týdnů nejprodávanějším albem a druhým nejprodávanějším v celém roce 1973, hned po albu Il mio canto libero. Spekuluje se, že slovo „angelo“ (italsky anděl) v názvu alba a stejnojmenné písně ve skutečnosti nahrazuje „figlio“ (syn) a reaguje tak na narození jediného Battistiho potomka Luky (Luca Battisti). Album je plné jakýchsi „zašifrovaných“ vzkazů Battistiho ke svému publiku. Texty jsou plné metafor a obrazných vyjádření.

## Seznam skladeb
V závorce je uveden počet hvězdiček dle CROSBOSP.

1. La collina dei ciliegi - 4:58 (5)
2. Ma è un canto brasileiro - 5:21 (6)
3. La canzone della terra - 5:31 (6)
4. Il nostro caro angelo - 4:13 (5)
5. Le allettanti promesse - 5:10 (4)
6. Io gli ho detto no - 4:20 (4)
7. Prendi fra le mani la testa - 3:55 (4)
8. Questo inferno rosa - 6:52 (7)